# Monastieke Gemeenschap van Bose

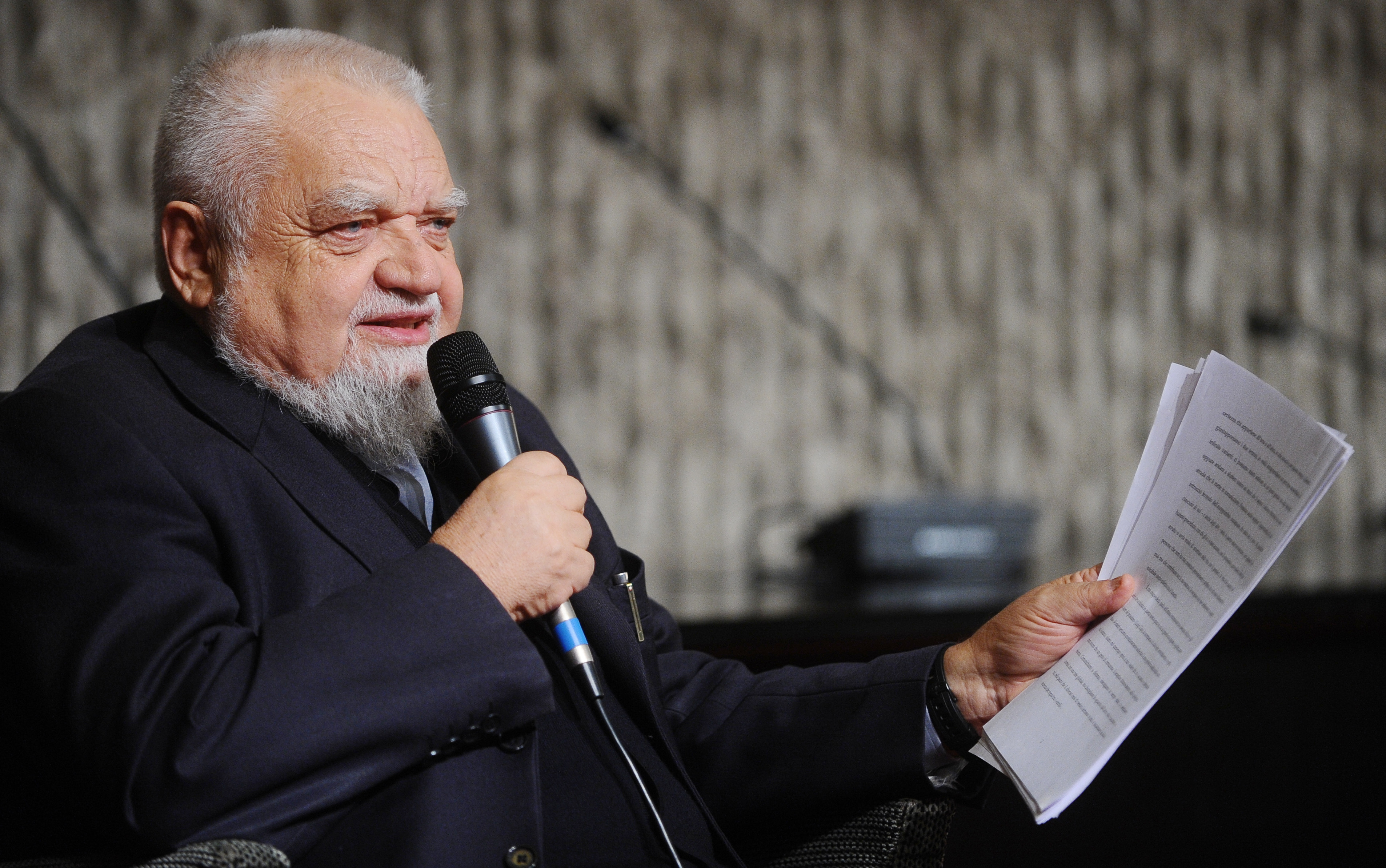
Enzo Bianchi, stichter van de gemeenschap van Bose

De oecumenische Monastieke Gemeenschap van Bose (Monastero di Bose) is een katholieke kloostergemeenschap te Bose, een frazione van de gemeente Magnano (provincie Biella, Italië). Deze gemeenschap werd gesticht door een leek, Enzo Bianchi in 1965.
De gemeenschap is intussen uitgegroeid tot een groep van 80 broeders en zusters van verschillende christelijke denominaties en ontvangt duizenden bezoekers per jaar.

## Geschiedenis
De gemeenschap is gesticht op 8 december 1965, de dag dat het Tweede Vaticaans Concilie eindigde. Enzo Bianchi besliste toen om alleen te leven in een gehuurd huis te Bose. De eerste medebroeders kwamen drie jaar later, waaronder een vrouw en een protestanse dominee.
Op 17 november 1967 vaardigde de bisschop van Biella een interdict uit voor de aanwezigheid van niet-katholieken in de gemeenschap, maar dit werd door tussenkomst van kardinaal Michele Pellgrino opgeheven. De kardinaal keurde de monastieke regel goed op 22 april 1973.
Op zaterdag 22 september 2012 werd Enzo Bianchi, prior van de monastieke gemeenschap van Bose door de secretaris-generaal van de Bisschoppensynode, met toestemming van paus Benedictus XVI, als expert benoemd voor de Gewone Algemene Bisschoppensynode van oktober 2012 betreffende de nieuwe evangelisatie.

## Het leven van de gemeenschap
De broeders en zuster van Bose leven volgens de monastieke regel geïnspireerd op deze van Pachomius de Grote, Basilius van Caesarea en Benedictus van Nursia, en wijden zich aan gebed en werk. De enige "missie" van de gemeenschap is te leven volgens de leer van Jezus Christus.
De leden van de gemeenschap maken iconen, werken in de groentetuin, in de houtbewerkerij, in de pottenbakkerij of in de drukkerij. Sommige monniken werken buitenshuis voor zover ze dit kunnen combineren met hun leven van gebed en gemeenschapsleven.
Het dagrooster voorziet in het ritme van getijdengebed, handenarbeid en Bijbelstudie. Het persoonlijke gebed is toegevoegd aan het gemeenschapsgebed. Op zaterdagavond neemt de gemeenschap deel aan de avondwake, waar de prior een meditatie verzorgt over de zondagslezing van de volgende dag.